# Somon Makhmadbekov
Somon Makhmadbekov (n. 24 martie 1999, Irkutsk, Regiunea Irkutsk, Rusia) este un judocan ce a reprezentat Tadjikistan, medaliat olimpic. A participat la 2 ediții ale Jocurilor Olimpice (2020, 2024) în care a câștigat o medalie de bronz.